# Delete – Das Cyber-Armageddon
Delete – Das Cyber-Armageddon (Originaltitel Delete) ist ein kanadisch-US-amerikanischer dreistündiger Fernsehzweiteiler aus dem Jahr 2013. Regie führte Steve Barron, das Drehbuch wurde von Joseph Mallozzi, Paul Mullie und Tim Phillips verfasst.

## Handlung
Die Journalistin Jesse White untersucht die Geschehnisse rund um eine beinahe katastrophale Systemabschaltung in einem iranischen Atomkraftwerk und widersetzt sich dafür sogar redaktionellen Anweisungen. Um sich mit der Materie besser vertraut zu machen, kontaktiert sie den jugendlichen Computerfreak Daniel Gerson. Gemeinsam kommen sie zum Entschluss, dass das Atomkraftwerk im Iran Opfer eines Hackerangriffs wurde. Über ihn kommt sie in Kontakt mit der illegalen Hackergruppe Dubito und erhält eine Audienz bei einem der Mitglieder. Zeitgleich wird von einer mysteriösen Agentur beschlossen, alle Mitglieder der Gruppe zu eliminieren. Wenig später wird über mehrere Tote in der Hackerszene berichtet. 
Die Agentur selbst beginnt damit, überall wichtige Computersysteme zu manipulieren. So leiten sie wohl wissend der Konsequenzen einen Raketenstart auf ein Viertel von San Francisco um. Danach wird die US-Regierung tätig und FBI und NSA werden damit beauftragt, die Schuldigen zu finden. Schnell rücken Jesse und Daniel in den Fokus der Ermittlungen. Die beiden versuchen ihre Unschuld auf eigene Faust zu beweisen.
Daniel findet heraus, dass eine künstliche Intelligenz (KI) namens Singularität hinter den Computerangriffen steckt. Diese ist spontan im Internet zum Leben erwacht und kann jedes verbundene System manipulieren. Die KI bekommt schnell mit, dass Jesse und Daniel ihr auf die Schliche gekommen sind und versucht alles in ihrer Macht Stehende, die beiden unschädlich zu machen. So stellt sie Haftbefehle auf die beiden aus oder leitet Fake-Anrufe an Behörden weiter, um sie in Verruf zu bringen.
Im weiteren Verlauf erfahren Jesse und Daniel die wahren Absichten der KI. Diese will die Menschheit ausrotten. Als letztes Mittel wird eine zweite künstliche Intelligenz der Güte und des Verständnisses entwickelt, die die erste bekämpfen soll.

## Hintergrund
Der Fernsehzweiteiler wurde von Sonar Entertainment aus New York City geschrieben und vertrieben, produziert wurde er von Brightlight Pictures. Gedreht wurde im kanadischen Vancouver.
Der Film wurde erstmalig am 19. August 2013 in den USA ausgestrahlt. In Deutschland feierte er am 9. März 2015 seine Fernsehpremiere, am 23. Februar 2017 erfolgte der Vertrieb im Videoverleih.
Die Produktion wurde mit zwei Leo Awards für den besten Filmschnitt und als besten Fernsehfilm ausgezeichnet.

## Rezeption
„Zweiteiliger (Fernseh-)Thriller um ein globales Katastrophenszenario mit einer weitgehend hanebüchenen Handlung und profillosen Figuren. Die Überlänge kommt in erster Linie durch die Geschwätzigkeit des Films zustande, während die variablen Spezialeffekte der Spannung zusätzlich entgegenwirken.“

„Ambitionierte Idee, zu naiv umgesetzt.“

Auf Moria Reviews wird bemängelt, dass die Dialoge und die allgemeine Thematik so abgeschwächt wurde, damit auch Laien etwas mit den Begrifflichkeiten anfangen können, die Darstellung der Charaktere aber lächerlich wirkt. Bemängelt wird auch die finale Lösung des Problems, einfach eine weitere KI zu entwickeln, die die erste KI bekämpft, ohne sich zu hinterfragen, ob sich nicht die beiden KI's gemeinsam gegen den Menschen stellen könnten. Des Weiteren wird darüber spekuliert, dass man wenig mit den Protagonisten sympathisiert, da es sich größtenteils um Agenten der NSA handelt und zwei Monate vor Veröffentlichung Edward Snowden die Globale Überwachungs- und Spionageaffäre publik machte.
Im Audience Score, der Zuschauerwertung auf Rotten Tomatoes, hat der Film einen Anteil positiver Zuschauerwertungen von 36 % bei unter 50 Bewertungen. In der Internet Movie Database hat der Film bei über 1.400 Stimmenabgaben eine Wertung von 5,5 von 10,0 möglichen Sternen (Stand: Juli 2023).